# 加默林
加默林是德国梅克伦堡-前波莫瑞州的一个市镇。总面积15.62平方公里，总人口487人，其中男性250人，女性237人（2011年12月31日），人口密度31人/平方公里。